# New Zealand Cycle Classic
La New Zealand Cycle Classic est une course cycliste par étapes néo-zélandaise disputée autour de la capitale Wellington. Créée en 1988, elle était réservée aux amateurs jusqu'en 1999. Elle fait partie de l'UCI Oceania Tour depuis 2005, en catégorie 2.2.
Elle était appelée Tour de Wellington (en anglais : Tour of Wellington) avant 2012, ainsi que Trust House Classic, du nom du principal sponsor.

## Palmarès
| Année                     | Vainqueur          | Deuxième          | Troisième          |
| ------------------------- | ------------------ | ----------------- | ------------------ |
| Tour de Wellington        |                    |                   |                    |
| 1988                      | Darren Rush        |                   |                    |
| 1989                      | Brian Fowler       |                   |                    |
| 1990                      | Brian Fowler       |                   |                    |
| 1991                      | Brian Fowler       |                   |                    |
| 1992                      | Brian Fowler       |                   |                    |
| 1993                      | Clark Richards     |                   |                    |
| 1994                      | Ric Reid           |                   |                    |
| 1995                      | Robbie McEwen      |                   |                    |
| 1996                      | Ric Reid           |                   |                    |
| 1997                      | Corey Sweet        |                   |                    |
| 1998                      | Hayden Bradbury    |                   |                    |
| 1999                      | Julian Dean        | Cory Williams     | Warren Clarke      |
| 2000                      | Brendon Vesty      | Bryce Shapley     | Bart Hickson       |
| 2001                      | Christopher Jenner | Graeme Miller     | Brendon Vesty      |
| 2002                      | Robin Neil Reid    | Hayden Roulston   | Bryce Shapley      |
| 2003                      | Matthew Yates      | Geoffrey Burndred | Timothy Gudsell    |
| 2004                      | Eric Wohlberg      | Robin Neil Reid   | Charles Dionne     |
| 2005                      | Matthew Lloyd      | Fraser MacMaster  | Peter Latham       |
| 2006                      | Hayden Roulston    | Timothy Gudsell   | Evan Oliphant      |
| 2007                      | Hayden Roulston    | Craig McCartney   |                    |
| 2008                      | Travis Meyer       | Robin Neil Reid   | David Pell         |
| 2009                      | Peter McDonald     | Jeremy Vennell    | Timothy Roe        |
| 2010                      | Michael Torckler   | Lachlan Norris    | Jay Robert Thomson |
| 2011                      | George Bennett     | Patrick Lane      | James Williamson   |
| New Zealand Cycle Classic |                    |                   |                    |
| 2012                      | Jay McCarthy       | Darren Lapthorne  | Campbell Flakemore |
| 2013                      | Nathan Earle       | Benjamin Dyball   | William Walker     |
| 2014                      | Michael Vink       | James Oram        | Adam Phelan        |
| 2015                      | Taylor Gunman      | Jason Christie    | Dion Smith         |
| 2016                      | Ben O'Connor       | Mark O'Brien      | Stephen Williams   |
| 2017                      | Joseph Cooper      | Logan Griffin     | James Oram         |
| 2018                      | Hayden McCormick   | Ian Bibby         | Robert Stannard    |
| 2019                      | Aaron Gate         | Jesse Featonby    | Jay Vine           |
| 2020                      | Rylee Field        | Aaron Gate        | Corbin Strong      |
| 2021                      | Corbin Strong      | Finn Fisher-Black | Aaron Gate         |
| 2022                      | Mark Stewart       | Ollie Jones       | Laurence Pithie    |
| 2023                      | James Oram         | Josh Burnett      | Adne van Engelen   |
| 2024                      | Aaron Gate         | Elliot Schultz    | Ollie Jones        |